# Sean Biggerstaff
Sean Biggerstaff (Glasgow, 15 maart 1983) is een Schots acteur. Hij is vooral bekend als Olivier Plank (Engels: Oliver Wood) uit de eerste twee Harry Potter-films, Harry Potter en de Steen der Wijzen (film) en Harry Potter en de Geheime Kamer (film).

## Biografie
Biggerstaff heeft altijd al willen acteren. Hij woonde met zijn ouders in een kleine wijk van Glasgow genaamd Maryhill. Toen hij zeven jaar was, ging hij bij het Maryhill jongerentheater. Toen hij 10 jaar was, legde hij zich toe op het acteren. Hij deed auditie voor Macbeth, en kwam zo terecht bij de Royal Shakespeare Company. Daarna ging hij, op de leeftijd van 11 jaar, bij het Schotse Jeugdtheater.
Hij bleef zes jaar trouw aan het Schotse Jeugdtheater, maar toen werd hij door niemand minder dan Alan Rickman (de acteur die Severus Sneep speelt in de Harry Potter-films) geselecteerd om een rol in The Winter Guest te spelen. Dit was de eerste film die Alan Rickman zou regisseren en hij zou er aan de zijde van Emma Thompson (de actrice die Sybilla Zwamdrift speelt in de Harry Potter-films) mogen spelen. Hij speelde de rol van het jongetje Douglas Murphy.
In 1999 vroeg Biggerstaff aan Alan Rickman of hij een agent kende die hem wilde representeren en Alan stelde hem voor aan Paul Lyon-Maris, zijn eigen agent. Een week later deed Sean een succesvolle auditie voor de eerste Harry Potter-film. Oorspronkelijk wilden ze Sean de rol van Percy Wemel geven, maar later vonden ze toch dat Olivier Plank beter bij hem paste.
Biggerstaff heeft ook basgitaar gespeeld in de band Crambo, maar daar is hij mee gestopt.

## Filmografie
| Jaar | Titel                                              | Rol                           |
| ---- | -------------------------------------------------- | ----------------------------- |
| 1996 | The Crow Road (Mini-Serie)                         | De Jonge Darren               |
| 1997 | The Winter Guest                                   | Tom                           |
| 2001 | Harry Potter en de Steen der Wijzen (film)         | Olivier Plank                 |
| 2002 | Harry Potter en de Geheime Kamer (film)            | Olivier Plank                 |
| 2003 | Charles II: The Power and The Passion (Mini-serie) | Hendry, Hertog van Gloucester |
| 2004 | Cashback                                           | Ben                           |
| 2006 | CHEM087                                            |                               |
| 2007 | Consenting Adults                                  | Jeremy Wolfenden              |
| 2009 | Marple: Why Didn't They Ask Evans?                 | Bobby Attfield                |
|      | X on a Map                                         | Paul                          |

- Biblioteca Nacional de España: XX4857476
- Bibliothèque nationale de France: cb15583464f (data)
- Gemeinsame Normdatei: 140587713
- International Standard Name Identifier: 0000 0001 1496 807X
- Library of Congress Control Number: n2008036461
- MusicBrainz: a2a77fc5-db0e-4071-a4f4-c5f6acd168e1
- Nederlandse Thesaurus van Auteursnamen: 312800142
- Système universitaire de documentation: 148604102
- Virtual International Authority File: 107267241
- WorldCat: E39PBJdM9KmrwkTXgcKDHTfKBP